# Апостольский викариат Пуэрто-Аякучо
Апостольский викариат Пуэрто-Аякучо (лат. Vicariatus Apostolicus Portus Ayacuquensis) — апостольский викариат Римско-Католической Церкви с центром в городе Пуэрто-Аякучо, Венесуэла. Апостольский викариат Пуэрто-Аякучо подчиняется непосредственно Святому Престолу. Кафедральным собором апостольского викариата Пуэрто-Аякучо является церковь Святой Марии Помощницы Христиан.

## История
5 февраля 1932 года Конгрегация по делам епископов издала декрет «Quo melius», которым учредила апостольскую префектуру Альто-Ориноко, выделив её из епархии Сан-Томаса-де-Гуаяны (сегодня — архиепархия Сьюдад-Боливара).
7 мая 1953 года Папа Римский Пий XII выпустил буллу «Nulla maiore», которой преобразовал апостольскую префектуру Альто-Ориноко в апостольский викариат Пуэрто-Аякучо.

## Ординарии апостольского викариата
- епископ Энрико де Феррари, S.D.B.[1] (14.11.1932 — 3.08.1945);
- епископ Косма Альтерио, S.D.B. (31.01.1947 — 1950);
- епископ Сегундо Гарсиа Фернандес, S.D.B. (21.08.1950 — 5.10.1974);
- епископ Энсо Секкарелли Катраро, S.D.B. (5.10.1974 — 23.10.1989);
- епископ Антонио Игнасио Веласко Гарсиа, S.D.B. (23.10.1989 — 27.05.1995), назначен архиепископом Каракаса;
- епископ Хосе Анхель Дивассон Сильвети, S.D.B. (23.02.1996 — 14.10.2015);
- епископ Хонни Эдуардо Рейес Секера, S.D.B. (с 14 октября 2015 года).